# Leul Aleme
Leul Gebresilase Aleme (1992) é um maratonista etíope.
Venceu a Corrida Internacional de São Silvestre em 2016.